# Катастрофа DC-6 под Уилмингтоном
Катастрофа DC-6 под Уилмингтоном — авиационная катастрофа, произошедшая в ночь на среду 6 января 1960 года к юго-востоку от Уилмингтона в округе Брансуик (штат Северная Каролина). Пассажирский самолёт Douglas DC-6B американской авиакомпании National Airlines выполнял пассажирский рейс из Нью-Йорка в Майами, но после прохождения Уилмингтона при пролёте над округом Брансуик неожиданно начал быстро терять высоту, после чего разбился в полутора милях к северо-западу от Боливии — административного центра округа, при этом погибли 34 человека. Как было установлено по результатам расследования, причиной происшествия стал взрыв заряда динамита, заложенного в пассажирском салоне.

## Самолёт
Участвовавший в происшествии Douglas DC-6B с регистрационным номером N8225H (заводской — 43742, серийный — 300) поступил в авиакомпанию National Airlines 8 декабря 1952 года. Его четыре поршневых двигателя были модели Pratt & Whitney R-2800-CB-16 (мощность примерно 2500 л. с. (1800 кВт) у каждого) и оборудованы воздушными винтами производства Hamilton Standard модель 43E60 (лопасти модели 6859-8). Общий налёт авиалайнера составлял 24 836 часов 49 минут, в том числе 11 284 часа 13 минут от последнего ремонта.

## Экипаж
Лётный экипаж, который выполнял роковой рейс, состоял из двух пилотов и бортинженера:
- Командир воздушного судна — 46-летний Дэйл Х. Саузард (англ. Dale H. Southard). В авиакомпании National со 2 декабря 1942 года; имел общий налёт 16 117 часов, в том числе 8234 часа на DC-6.
- Второй пилот — 31-летний Ричард Л. Хенцелл (англ. Richard L. Hentzell). В авиакомпании National с 30 сентября 1954 года; имел общий налёт 3863 часа, в том числе 723 часа на DC-6B.
- Бортинженер — 35-летний Роберт Р. Халликсон (англ. Robert R. Hallickson). В авиакомпании National с 20 ноября 1954 года; имел общий налёт 3187 часов, в том числе 3074 часа на DC-6B.

В салоне работали две стюардессы:
- 25-летняя Валери Э. Стюарт (англ. Valerie E. Stewart). В авиакомпании National с 1 ноября 1957 года;
- 23-летняя Мэрилу Л. О'Делл (англ. Marilu L. O'Dell). В авиакомпании National также с 1 ноября 1957 года.

## Катастрофа
|                                                                             |
|                                                                             |
| Boeing 707-121 компании Pan Am и Lockheed L-188A компании National Airlines |

На 5 января 1960 года National Airlines зафрахтовала у авиакомпании Pan American World Airways реактивный авиалайнер Boeing 707-121 с бортовым номером N710PA. Этот самолёт должен был выполнить беспересадочный рейс № 610 из Нью-Йорка в Майами по перевозке группы пассажиров. Время вылета из аэропорта Айдлуайлд по расписанию было 21:15 EST, но «Боинг» прибыл из Майами с задержкой, поэтому вылет перенесли на час позже. Далее в ходе предполётной проверки выяснилось, что в фонаре кабины в заднем правом окне (со стороны второго пилота) есть трещина, что требовало замену окна. Эти работы могли продлиться 8 часов, поэтому авиакомпания National Airlines для доставки пассажиров была вынуждена использовать два своих винтовых самолёта: Lockheed L-188A Electra борт N5003K, на который сели 76 пассажиров, и Douglas DC-6B борт N8225H, на который сели 29 пассажиров.
В 23:34 Lockheed Electra, выполняя рейс 610, вылетел из Нью-Йорка в Майами. В ту же минуту от перрона отъехал DC-6, который выполнял дополнительный рейс NA-2511. Согласно поданному экипажем плану полёта, после вылета из Нью-Йорка рейс 2511 должен был следовать до радиомаяка «Койл» (англ. Coyle), затем по воздушному коридору V-1 («Виктор 1») до Уилмингтона (Северная Каролина), потом до Уэст-Палм-Бич (Флорида), а от него уже по воздушному коридору V-3 до Майами; эшелон полёта был определён как 18 000 футов (5500 м). После получения разрешения от диспетчера рейс 2511 вырулил на исполнительный старт в начале полосы «31 левая» (31L), после чего экипаж получил следующее разрешение: Нэйшнэл двадцать пять одиннадцать, диспетчер разрешает следовать до пересечения «Вульф» (англ. Wolf) через радиомаяк «Айдлуайлд». Вектор от радиомаяка «Айдлуайлд» один один ноль [110°], [воздушный коридор] Виктор шестнадцать [V-16]. После пересечения «Вульф» сохраняйте три тысячи [3000 футов (910 м)], радиомаяк «Айдлуайлд» пересечь на двух тысячах [2000 футов (610 м)]. Далее диспетчер потребовал повторить это сообщение, что и было выполнено, тем самым подтвердив получение разрешения. Перейдя на частоту диспетчера взлёта и посадки («Айдлуайлд—вышка»), экипаж получил разрешение на взлёт. С 29 пассажирами и 5 членами экипажа на борту «Дуглас» взлетел с полосы 31L.
После выполнения взлёта экипаж установил связь с диспетчером выхода и получил от него направление для выхода на коридор V-16, а затем перешёл на связь с Нью-Йоркским центром управления воздушным движением. Диспетчер в «Нью-Йорк—центр» определил по радиолокатору, что самолёт находится на 6 миль (9,7 км) к востоку от Пойнт-Плезанта, после чего дал прямое направление на радиомаяк «Койл», что экипаж и стал выполнять, продолжив набор высоты. Когда с рейса 2511 доложили о прохождении «Койла» на эшелоне 16 000 футов (4900 м), диспетчер дал разрешение подниматься до заданного эшелона 18 000 футов (5500 м).
Далее полёт проходил нормально и в соответствии с планом, а экипаж периодически докладывал на землю о своём местонахождении. При этом, в соответствии с политикой National Airlines, пилоты докладывали эту информацию не только в центры управления воздушным движением, но и диспетчерам своей авиакомпании.
В 02:13 6 января рейс 2511 установил связь с офисом авиакомпании в Уилмингтоне (штат Северная Каролина) и доложил, что Кинстон был пройден на эшелоне 18 000 футов, Уилмингтон оценивается в 02:30, а следующим пунктом обязательного донесения (ПОД) будет Азалия (англ. Azalea). В ответ диспетчер передал значение давления в Уилмингтоне для настройки высотомера — 30,17 дюйма (766 мм) рт. ст. В 02:27 экипаж доложил в Вашингтонский диспетчерский центр о прохождении Уилмингтона в 02:27 на эшелоне 18 000 футов, рассчитывает пройти Азалию в 03:02, а следующим пунктом на маршруте будет Гейтуэй. В 02:31 EST эта же информация была доложена в офис авиакомпании в Уилмингтоне, при этом экипаж также добавил, что сейчас они прошли радиомаяк Каролина-Бич. Больше борт N8225H на связь уже не выходил и на вызовы не отвечал.
Через несколько минут фермер Ричард Рэндольф (англ. Richard Randolph) и его жена Лотти (англ. Lottie Randolph), живущие в городке Боливия из соседнего округа Брансуик, услышали взрыв, после чего, выглянув в окно, увидели, как на их поле рухнул яркий огонь, который затем продолжал гореть примерно пять минут. Когда рассвело, их сын Макартур (англ. McArthur) сбегал на поле, где обнаружил обломки самолёта. Когда сам Ричард Рэндольф подошёл к месту падения, то понял, что разбился самолёт компании National Airlines, при этом никто на борту не выжил. Так как в доме Рэндольфов телефона не было, фермер сел в грузовик и помчался в центр Боливии, откуда примерно в 07:00 позвонил в Уилмингтон в офис авиакомпании и сообщил, что в полутора милях к северо-западу от своего дома (около 2½ км) обнаружил обломки авиалайнера. Впоследствии в этих обломках был опознан борт N8225H.

## Известные жертвы
- Вице-адмирал Эдвард Оррик Макдоннелл — кавалер Медали Почёта (1914), а также первый человек, который выполнил взлёт на самолёте с установленной на линкоре катапульты (1919).

## Расследование

### Изучение обломков
Обломки самолёта были разбросаны на большой территории близ Боливии. Также отдельные фрагменты обнаружили у Кура-Бич, который расположен на 16 миль (26 км) к востоку от Боливии. Так как фюзеляж разрушился на мелкие части, следователям пришлось прибегнуть к трёхмерной реконструкции, для чего найденные обломки доставляли в Уилмингтонский аэропорт, где монтировали на выполненном из проволоки и дерева каркасе, имеющего контуры и размеры самолёта DC-6B.
Из найденных в Кура-Бич обломков имелись два больших участка с правой стороны фюзеляжа в районе заднего туалета, а также внутренняя стенка с вешалками для одежды, расположенная возле этого туалета. Нашли в Кура-Бич и фрагмент корневой части крыла, 3 из 4 кислородных баллона из салона и одно трёхместное сидение. Остальные фрагменты у Кура-Бич относились к конструкции фюзеляжа, включая части пластиковых иллюминаторов, спасательный жилет, шторки, куски правой туалетной двери и так далее.
Как удалось установить, разрушение самолёта началось с отделения части правой стороны фюзеляжа у передней кромки крыла, при этом вместе с обшивкой вырвало и часть пассажирского салона. На одном из фрагментов были найдены 13 порезов, которые были нанесены вращающимися на высокой скорости лопастями. То есть этот фрагмент при отделении ещё и настолько быстро отлетел, что попал под воздушный винт № 3 (правый внутренний). Пол в этом районе относительно не пострадал, за исключением вырванного фрагмента шириной около 50 дюймов (1,27 м) и длиной 14 дюймов (0,36 м), расположенного у правого борта между рядами кресел № 6 и 7. Края пола, примыкающего к этому отделившемуся фрагменту, были неровные и сильно деформированы. Часть коврового покрытия в этой части также оторвало.

### Патологоанатомическая экспертиза
На борту находились 34 человека, но на месте падения были найдены только 32 тела. 9 января пилот Холл Уотерс (англ. Hall Watters) из местных авиалиний при пролёте вдоль берега Атлантического океана обнаружил в воде у устья реки Кейп-Фир и на удалении 16 миль (26 км) от места падения самолёта кучу мусора. Среди этого мусора было обнаружено ещё одно тело с рейса 2511. Идентификация личности установила, что это был один из пассажиров — 32-летний Джулиан Эндрю Фрэнк (англ. Julian Andrew Frank). То, что его нашли на большом удалении от основного места катастрофы, сразу привлекло к нему большое внимание следователей. 13 января было найдено последнее тело, которое находилось в районе падения самолёта на удалении около 1000 ярдов (900 м) от фюзеляжа.
Экспертиза тела Джулиана Фрэнка показала, что у него оторвало нижние конечности, а при рентгеновском изучении выяснилось, что плоть нашпиговало различными кусочками металла, включая латунные фрагменты и обрывки жил электрических проводов, а некоторые кости переломало сразу в нескольких местах. Помимо этого, на коже нашли сильные ожоги и следы порошкообразного вещества, похожего на образующееся при выстреле с очень малого расстояния. Некоторые фрагменты этого тела нашли на обломках самолёта в районе перегородки у заднего туалета. В правой руке нашли кусочки чёрного хрупкого вещества. Экспертиза показала, что это был диоксид марганца, использовавшийся в электрических батарейках. Следы диоксида марганца нашли и на некоторых пассажирских сидениях.

### Анализ данных
Экспертиза систем и двигателей показала, что самолёт до момента аварийной ситуации был полностью исправен и никаких отказов или нарушений в работе на борту не было. Погодные условия в регионе также были нормальными и не могли стать фактором, приведшим к катастрофе. Хотя всё-таки стоит отметить сильный западный-юго-западный ветер, скорость которого на эшелоне полёта 18 000 футов достигала 100 узлов, а на высотах с 18 000 до 12 000 футов — 85 узлов. Этим и объяснялось, почему некоторые лёгкие обломки не удалось обнаружить, так как сильный ветер унёс их на очень большое расстояние.
После предварительного изучения обломков 9 января 1960 года следователи пришли к выводу, что разрушение самолёта началось ещё в воздухе. Рассматривались такие версии, как отделение лопасти, которая пробила фюзеляж, вызвав взрывную декомпрессию, усталостное разрушение конструкции, взрыв паров топлива или кислородных баллонов, попадание молнии, а также диверсия. Но при более тщательном осмотре было определено, что произошёл взрыв в пассажирском салоне, причём настолько мощный, что вырвал кусок фюзеляжа и отбросил его на крыло. Анализ нанесённых повреждений привёл к выводу, что этот взрыв не мог быть инициирован парами топлива, а только взрывчатым веществом. В вентиляционных отверстиях пассажирского салона и на найденном в Кура-Бич спасательном жилете удалось найти следы карбоната натрия, нитрата натрия, а также сложные смеси соединений сульфида натрия. Эти вещества образуются после взрыва заряда динамита, а найденные в пассажирских сидениях и отдельных телах частицы диоксида марганца были из электрической батареи. 15 января было объявлено, что причиной катастрофы стал взрыв заряда динамита, расположенного в салоне под трёхместным сидением в 7-м ряду у правого борта (место 7F). 20 января 1960 года расследование было передано ФБР, которое определило, что бомба находилась в сумке синего цвета.
Тело найденного на большом удалении от места катастрофы пассажира имело серьёзные травмы, в том числе отрыв конечностей, переломы и сильные ожоги, которые были нанесены ещё при жизни, а также проникновение в тело различных металлических фрагментов, включая обрывки проводов. То есть Джулиан Фрэнк сидел ближе всех к центру взрыва. Он сидел на месте 7F, когда примерно в 02:33 под ним сработала бомба. Оторванный кусок фюзеляжа врезался в крыло, попав под воздушные винты. Самолёт потерял управление и войдя в крутой правый поворот помчался вниз, а аэродинамические перегрузки быстро достигли критического значения, после чего конструкция лайнера начала разрушаться. Примерно в 02:38 «Дуглас» врезался в землю в полутора милях к северо-западу от Боливии.

### Джулиан Эндрю Фрэнк
В этой истории особого внимания заслуживает сидевший над бомбой Джулиан Эндрю Фрэнк (англ. Julian Andrew Frank). Он родился 2 февраля 1927 года и значительную часть жизни провёл в Уэстпорт (Коннектикут), после чего перебрался в Нью-Йорк, где работал адвокатом; был женат и растил двоих детей. За пару месяцев до гибели застраховал свою жизнь от несчастных случаев на 900 000 долларов, а выгодоприобретателем была указана его жена. В то время это была распространённая практика, а сам Джулиан даже иногда шутил: Если я умру, то моя жена будет самой богатой женщиной в мире (англ. If I die, my wife will be the richest woman in the world). Впрочем, некоторые его знакомые впоследствии вспоминали, как незадолго до гибели Джулиан Фрэнк рассказывал о своих снах, согласно которым сделал вывод, что умрёт в авиакатастрофе.
У него были большие амбиции, за 1959 год он сумел заработать 10 000 долларов, а также нередко хвастался, что его заработки в последнее время достигают 14 000 долларов в месяц, на которые он сумел купить в Нью-Йорке жильё и перевезти туда семью. Казалось бы, у него не было никаких поводов для самоубийства.
Однако вскоре выяснилось, что незадолго до этого на финансовой бирже Фрэнк потерял сразу 600 000 долларов, после чего Джулиан и стал покупать различные страховые полисы на крупные суммы. К тому же он был нечист на руку и даже организовал фальшивую контору, под прикрытием которой занимался жульничеством и мошенничеством с ипотеками. На момент гибели Фрэнк даже находился под следствием, а Нью-Йоркская ассоциация адвокатов рассматривала вопрос о его исключении. Таким образом, фактически у него были основания для самоубийства, поэтому, возможно, он и пронёс на борт с собой бомбу. В окне самолета, на котором он должен был лететь, была обнаружена трещина, и предназначенный для рейса Boeing 707 был заменен на Douglas DC-6, поэтому погибли 29 пассажиров, а не все 105.
ФБР не смогло доказать причастность Джулиана Фрэнка ко взрыву бомбы, а организатор катастрофы рейса 2511 официально до сих пор не определён.

### Комментарии
1. ↑  Здесь и далее указано Североамериканское восточное время (EST).